# Juan Carlos García González (ciclista)
Juan Carlos García González (Valladolid, España, 27 de junio de 1968) más conocido como el cerillo es un ex ciclista profesional español entre 1991 y 1993.

## Trayectoria
Pasó al campo profesional de la mano de Javier Mínguez, en el equipo Amaya Seguros, donde desarrolló toda su carrera como profesional. Su labor siempre era la de gregario de los diferentes jefes de filas que tuvo (Laudelino Cubino, Fabio Parra, Jesús Montoya). Siempre se sacrificaba por el equipo, circunstancia que provocó que consiguiera pocas victorias (y de escasa importancia) en el campo profesional.

## Palmarés
1992
- Criterium de Alcobendas

## Equipos
- Amaya Seguros (1991-1993)